# Fulton (Illinois)
Fulton je grad u američkoj saveznoj državi Ilinois. Prema popisu stanovništva iz 2010. u njemu je živjelo 3.481 stanovnika.